# Europese kampioenschappen karate 1966
De Europese kampioenschappen karate 1966 waren door de Union Européenne de Karaté (UEK) georganiseerde kampioenschappen voor karateka's. De eerste editie van de Europese kampioenschappen vond plaats in het Franse Parijs van 7 tot 9 mei 1966. Er namen 54 karateka's uit 6 verschillende landen deel.

## Resultaten
| Gewichtsklasse | Goud           | Zilver      | Brons                         |
| -------------- | -------------- | ----------- | ----------------------------- |
| Ippon          | Patrick Baroux | Guy Sauvin  | Alain Strouk Franco Gerometta |
| Team           | Frankrijk      | Zwitserland | Italië                        |

1966 · 1967 · 1968 · 1969 · 1970 · 1971 · 1972 · 1973 · 1974 · 1975 · 1976 · 1977 · 1978 · 1979 · 1980 · 1981 · 1982 · 1983 · 1984 · 1985 · 1986 · 1987 · 1988 · 1989 · 1990 · 1991 · 1992 · 1993 · 1994 · 1995 · 1996 · 1997 · 1998 · 1999 · 2000 · 2001 · 2002 · 2003 · 2004 · 2005 · 2006 · 2007 · 2008 · 2009 · 2010 · 2011 · 2012 · 2013 · 2014 · 2015 · 2016 · 2017 · 2018 · 2019 · 2020 · 2021 · 2022